# Possession (película de 2002)
Possession es una película estadounidense-británica de 2002, escrita y dirigida por Neil LaBute, basada en la novela homónima escrita por A. S. Byatt y protagonizada por Aaron Eckhart, Gwyneth Paltrow, Jeremy Northam y Jennifer Ehle.

## Sinopsis
Un par de estudiantes  universitarios descubren el secreto amoroso de dos poetas victorianos solo para sentirse incluidos en un hechizo de pasión.

## Elenco
- Aaron Eckhart como Roland Michell.
- Gwyneth Paltrow como Maud Bailey.
- Jeremy Northam como Randolph Henry Ash.
- Jennifer Ehle como Christabel LaMotte.
- Lena Headey como Blanche Glover.
- Holly Earl como Ellen Ash.
- Toby Stephens como Fergus Wolfe.
- Tom Hollander como Euan.